# المركز الوطني للتقويم والاعتماد التقني والمهني
المركز الوطني لتقويم واعتماد التدريب (مسار) هو جهة حكومية تتولى تقديم الاعتماد لمؤسسات التدريب في القطاعين العام والخاص، إضافة إلى اعتماد برامج التدريب ورخص المدربين. تأسس عام 2017، ويتبع هيئة تقويم التعليم والتدريب. ويهدف المركز إلى تحقيق جودة عالية لبرامج ومخرجات ومدربي التدريب التقني والمهني. وتشمل اختصاصات المركز تقويم الأداء المؤسسي لمؤسسات التعليم والتدريب، واعتمادها بشكل دوري وفق المعايير التي يعتمدها مجلس إدارة الهيئة.
ويقدم (مسار) نوعين من الاعتماد لمنشآت التدريب، هما: الاعتماد المؤسسي الذي يحقق جودة التدريب في المنشأة من خلال ضبط الهيكلة والأداء في تقديم خدمة التدريب، والاعتماد البرامجي الذي يضبط جودة برامج التدريب التي تقدمها منشأة التدريب للمستفيدين.

## أهداف المركز
- تحقيق الكفاءة المطلوبة للجهات والبرامج التدريبية.
- توفير كوادر بشرية مؤهلة لمزاولة المهنة.
- تحسين الأنظمة المعلوماتية لإجراءات الاعتماد المؤسسي.[4]

## مهامه
- تطوير معايير الاعتماد بنوعيه المؤسسي والبرامجي  لمنشآت التدريب.
- العمل على تحسين المعايير المهنية ومتطلبات الترخيص المهني للمدربين.
- منح اعتمادات لمنشآت التدريب التقنية والمهنية.
- اعتماد البرامج التقنية والمهنية التي تقدمها منشآت التدريب.
- تأهيل وترخيص المدربين.[1]

## أعماله

### اعتماد منشآت التدريب
يقدم المركز الوطني للتقويم والاعتماد التقني والمهني نوعين من الاعتماد لمنشآت التدريب، هما: الاعتماد المؤسسي والاعتماد البرامجي.

#### الاعتماد المؤسسي لمنشآت التدريب
هو إحدى مهام المركز الرئيسة، ويشمل الاعتماد البرامجي واعتماد المدربين، ويمنح المركز شهادة اعتماد مؤسسي لمنشآت التدريب التي تحقق معايير الاعتماد، ويقدم خدمات تدريب ودعم لمنشآت التدريب للحصول على شهادة الاعتماد المؤسسي.

##### معايير الاعتماد المؤسسي
- الإدارة والقيادة.
- المدربون، والمتدربون.
- المناهج.
- بيئة التدريب.[6]

### الاعتماد البرامجي لمنشآت التدريب
هو تقييم جودة برامج التدريب للمنشأة ومطابقتها لمعايير ومستويات الجودة، وتشمل معايير الاعتماد البرامجي أهداف البرنامج التدريبي، ومحتوى مادته التدريبية، وأدواته، والمعامل والمختبرات والورش المطلوبة. ويتطلب الحصول على الاعتماد البرامجي تقديم المنشأة برنامجا تدريبيا تمنح بناء عليه شهادة تدريب معتمدة.

## مزايا الحصول على الاعتماد
وهناك مزايا تتحقق لجهات التدريب وجهات الجودة وأصحاب الأعمال والمتدربين عند حصولهم على الاعتماد من المركز الوطني للتقويم والاعتماد التقني والمهني.

### جهات التدريب
حصولها على علامة الجودة والكفاءة، استخدامها كتسويق للجهة، التنافسية وفق أسس ومعايير معينة، وتستخدم كأداة لتحديد أهلية المكافأة والتحفيز لمختلف القطاعات.

### جهات الجودة
الثقة في جودة الخدمات المقدمة، ضمان الجودة والالتزام بالحد الأدنى للمعايير، تحديد الدعم والتمويل.

### أصحاب الأعمال
- توفير المعلومات المطلوبة للتوظيف.
- الشفافية والثقة في النظام التدريبي.

### المتدربون
- اتخاذ القرارات الموضوعية لخيارات التدريب.
- الشفافية بشأن العائد على الاستثمار في التأهيل.
- الحصول على مستقبل مهني وفرص أكبر.[8]